# Propylbarbital
Propylbarbital (Propal, Propanal, Proponal), còn được gọi là axit 5,5-dipropylbarbituric, là một dẫn xuất barbiturat được sử dụng như một loại thuốc thôi miên.